# Jens Jensen
Jens Jensen (13 de septiembre de 1860 - 1 de octubre de 1951) fue un arquitecto paisajista danés-estadounidense.

## Biografía

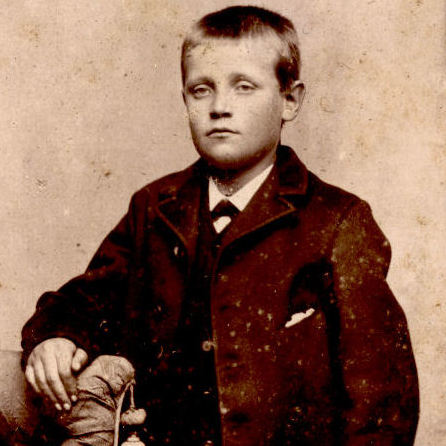
Un joven Jensen.

Jens Jensen nació cerca de Dybbøl, Dinamarca, el 13 de septiembre de 1860, en una rica familia de agricultores. Durante los primeros diecinueve años de su vida vivió en la granja de su familia, que cultivó su amor por el medio ambiente natural. Cuando tenía cuatro años, durante la Segunda Guerra de Schleswig en 1864, Jensen vio a los prusianos invadir su ciudad y quemar los edificios agrícolas de su familia. Esta invasión, que anexó la tierra a Prusia, dejó una profunda influencia en cómo Jensen veía el mundo del hombre. Asistió a la Escuela Agrícola Tune en las afueras de Copenhague, luego realizó un servicio obligatorio en el ejército prusiano. Durante esos tres años, dibujó parques de carácter inglés y francés en Berlín y otras ciudades alemanas. En 1884, cuando terminó su servicio militar, Jensen estaba comprometido con Anne Marie Hansen. Junto con su deseo de escapar de la granja familiar, esto llevó a su decisión de emigrar a los Estados Unidos ese año. 

### Estados Unidos

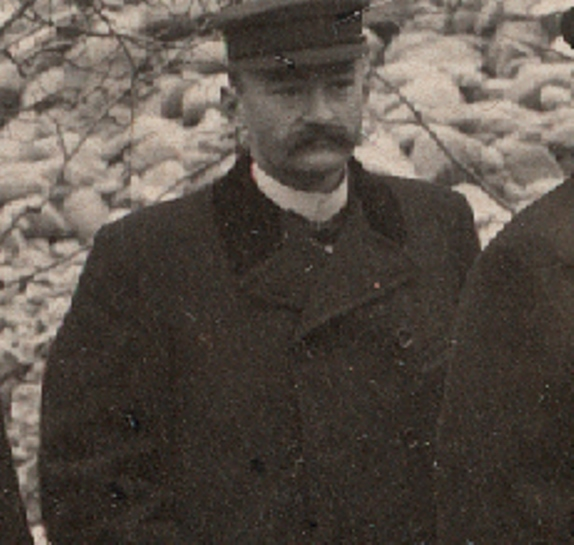
Jensen en 1901.

Inicialmente, Jensen trabajó en Florida, y luego en Luther College en Decorah, Iowa, antes de mudarse a Chicago y tomar un trabajo como empleador para la Comisión de West Park. Pronto fue ascendido a capataz. Durante este tiempo se le permitió diseñar y plantar un jardín de flores exóticas. Cuando el jardín se marchitó y murió, viajó a la pradera circundante y trasplantó flores silvestres nativas. Jensen trasplantó las flores silvestres en un rincón de Union Park, creando lo que se convirtió en el Jardín Americano en 1888. 
Trabajando a través del sistema de parques, Jensen fue nombrado superintendente del Parque Humboldt de 200 acres (800,000 m²) en 1895. A fines de la década de 1890, la Comisión de West Park estaba atrincherada en la corrupción. Después de negarse a participar en un injerto político, Jensen fue expulsado por una junta deshonesta del parque en 1900. Finalmente fue reinstalado y en 1905 era superintendente general de todo el Sistema West Park en Chicago. Su trabajo de diseño para la ciudad se puede ver en Garfield Park, Humboldt Park, Parque Douglas y Columbus Park, el estanque y la cascada de agua del North Park Village Nature Center. 
Jensen ayudó a establecer el Distrito de la Reserva Forestal del Condado de Cook, y seleccionó muchos de los sitios finalmente adquiridos por el Distrito de la Reserva Forestal.
También ayudó a establecer Jens Jensen Park cerca de su casa y los terrenos del Festival de Música Ravinia, así como los terrenos de las escuelas primarias cercanas Green Bay y Ravinia.
En la década de 1910, Jensen desempeñó un papel en la creación de apoyo para la preservación de parte del ecosistema de dunas de arena de Indiana Dunes, también cerca de Chicago, frustrando los planes de industrialización de J. P. Morgan y Andrew Carnegie.

### Practica privada
En 1920 se retiró del sistema de parques y comenzó su propia práctica de arquitectura del paisaje. Trabajó en propiedades privadas y parques municipales en todo Estados Unidos. Fue comisionado por Eleanor y Edsel Ford para cuatro residencias, tres en Míchigan y una en Maine, entre 1922 y 1935. Otros proyectos incluyen Morse Dell Plain House (1926) en Hammond, Indiana y William Whitaker Landscape and House (1929) en Crown Point, Indiana. 
Un proyecto paisajístico importante, con Edsel Ford, fue para 'Gaukler Point', la Edsel y Eleanor Ford House diseñada por el arquitecto Albert Kahn en 1929, a orillas del lago St. Clair en Grosse Pointe Shores, Míchigan, para Edsel Ford y su esposa. Jensen hizo el plan maestro y diseñó los jardines de la finca. Empleó su tradicional 'visión larga', dando a los visitantes un vistazo de la residencia por el largo prado después de pasar las puertas de entrada, luego solo breves vistas parciales a lo largo del largo viaje, y solo al final revelando toda la casa y otra vista posterior por el largo prado. Los jardines y la residencia de 'Gaukler Point' son ahora un paisaje histórico público y una casa museo y están en el Registro Nacional de Lugares Históricos.
También diseñó los jardines para la finca de verano de Edsel y Eleanor 'Skylands' en Bar Harbor en Mount Desert Island en Maine (1922). Jensen realizó trabajos de diseño para sus otras dos residencias en Míchigan, una de ellas fue 'Haven Hill', entre 1922 y 1935. 'Haven Hill', ahora dentro del Área de Recreación Highland cerca del municipio de White Lake en el sureste de Míchigan, está designado como Monumento Histórico Estatal de Míchigan y Reserva Natural del Estado. Los elementos del paisaje de Jensen, con la diversidad de la vida arbórea, vegetal y animal, combinan estética, historia y naturaleza.

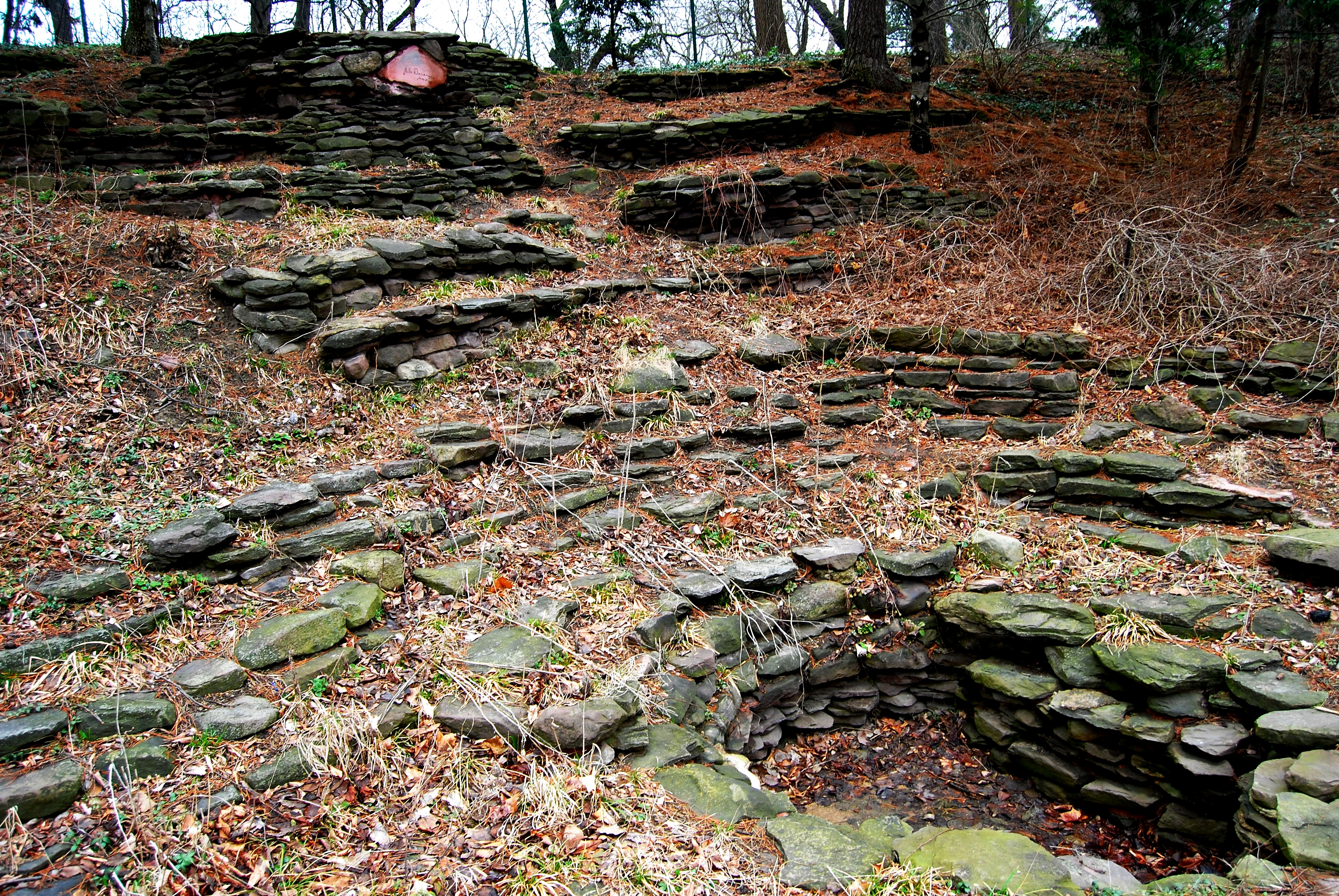
Gruta de John Burroughs, Henry Ford Estate.

Para Clara y Henry Ford, Jensen empleó su enfoque de "visión retrasada" al diseñar la llegada a la residencia de su propiedad, Fair Lane, en Dearborn, Míchigan. En lugar de ir directamente a la casa o incluso verla, la entrada conduce a los visitantes a través de las densas zonas boscosas de la finca. Las curvas en el camino, plantadas en el arco interior de las curvas con grandes árboles dan la sensación de una razón natural para el giro y oscurecen cualquier visión a largo plazo. De repente, el visitante es expulsado del bosque y en el espacio abierto donde la residencia se presenta completamente a la vista frente a ellos. Esta idea de deambular fue una que Jens presentó en casi todos sus diseños. Amplios prados y jardines componen el paisaje más grande, con macizos de flores naturalistas que rodean la casa. El prado axial más grande, el "Camino del Sol Poniente", está alineado de modo que en el solsticio de verano, el sol poniente brilla a través de una separación precisa de los árboles al final del prado. La casa de botes, con acantilados de piedra diseñados por Jensen, le permitió a Henry Ford viajar por el río Rouge en su bote eléctrico. Actualmente 72 acres (290.000 m²) de la finca original se conservan como un paisaje histórico y con la casa hay un museo y un Monumento Histórico Nacional.
Jensen realizó otros proyectos para Henry Ford, incluidos: The Dearborn Inn, Dearborn, Míchigan, en 1931 (arquitecto Albert Kahn, el primer hotel de aeropuerto del país y Monumento Histórico Nacional); el Henry Ford Hospital; la recreación histórica de Greenfield Village y su Museo Henry Ford en Dearborn; y el 'Pabellón Ford' en la Exposición del Siglo de Progreso de Chicago de 1933. En 1923 diseñó la Lincoln High School en Manitowoc, Wisconsin, en unos 19 acres (7,7 ha) de área en el lago Míchigan. Una serie de proyectos con paisajes diseñados por Jensen se enumeran en el Registro Nacional de Lugares Históricos, incluidos el Jens Jensen Summer House and Studio, Rosewood Park, May Theilgaard Watts House (arquitecto; John S. Van Bergen), The A. G. Becker Property (arquitecto; Howard Van Doren Shaw), The Samuel Holmes House (arquitecto; Robert Seyfarth) y la finca Harold Florshiem (arquitecto; Ernest Grunsfeld), todos ubicados en Highland Park, Illinois, donde vivía Jensen. 

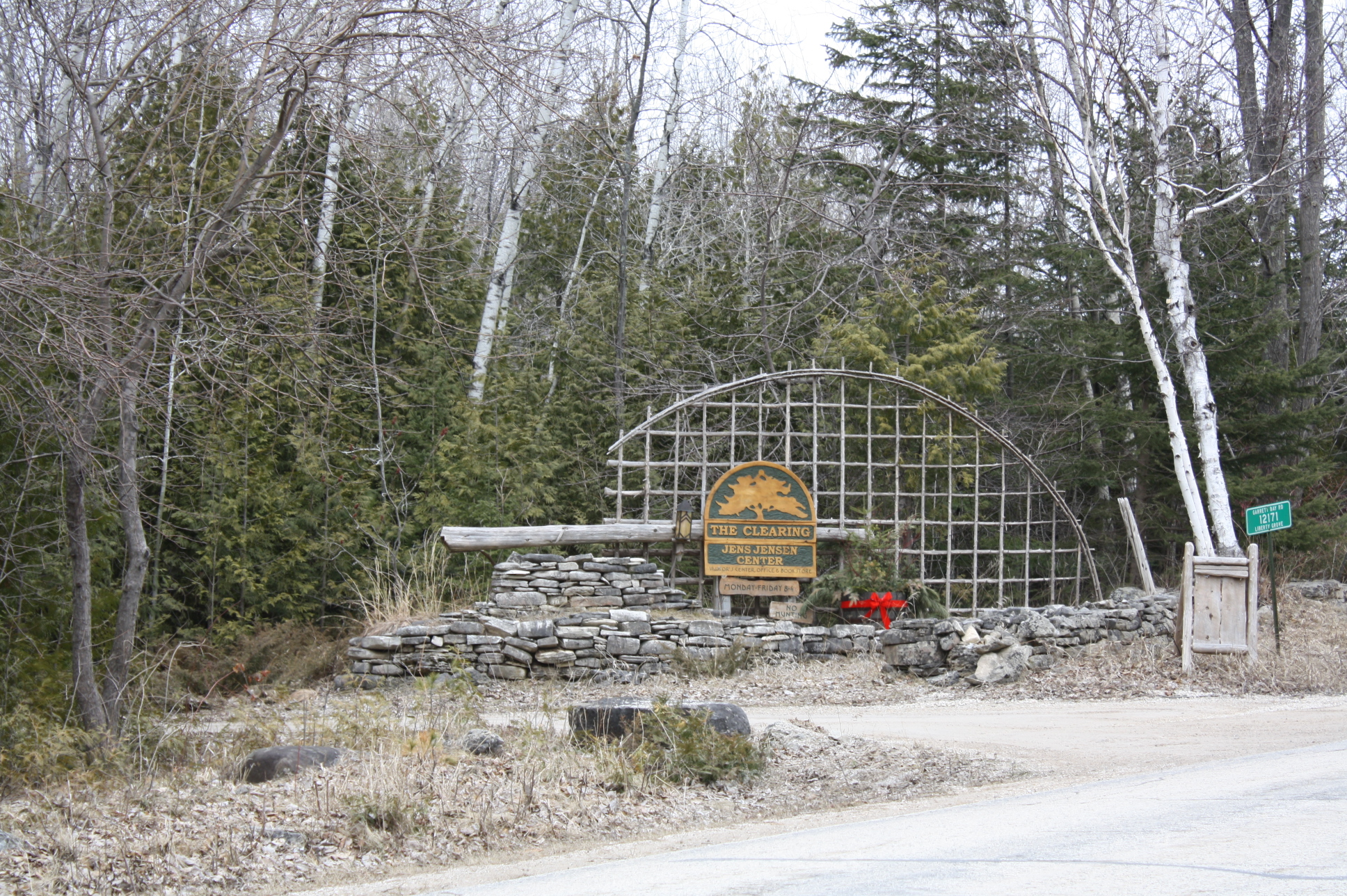
Entrada a "The Clearing".

En 1935, después de la muerte de su esposa, Jensen se mudó de Highland Park, Illinois a Ellison Bay, Wisconsin, donde fundó The Clearing Folk School, a la que llamó una "escuela del suelo" para capacitar a futuros arquitectos paisajistas. Ahora se conserva como espacio abierto y un centro educativo en la tradición de la escuela popular.
En su madurez, Jensen diseñó el Lincoln Memorial Garden en Springfield, Illinois. Este plan se completó en 1935 y se plantó de 1936 a 1939. 
Jens Jensen murió en su casa, ahora The Clearing Folk School, el 1 de octubre de 1951, a la edad de 91 años.

## Colaboraciones
Jens Jensen se asoció con el arquitecto Howard Van Doren Shaw. En el curso de su larga carrera trabajó con muchos arquitectos conocidos, incluidos Louis Sullivan, Frank Lloyd Wright, George Maher y Albert Kahn. 